# Cornelia Druțu
Cornelia Druțu (Iași, Rumanía) es una matemática rumana conocida por sus contribuciones al área de teoría geométrica de grupos. Es catedrática de matemáticas en la Universidad de Oxford y fellow del Exeter College de Oxford.

## Formación y carrera
Druțu nació en Iaşi, Rumanía. Estudió en el Instituto Emil Racoviță (actualmente Colegio Nacional Emil Racoviță), en Iași. Obtuvo su título de grado en matemáticas en la Universidad de Iași, donde además de asistir a las asignaturas regulares recibió formación adicional en geometría y topología de Liliana Răileanu.
Recibió su doctorado en matemáticas en la Universidad de París-Sur, con una tesis titulada Réseaux non uniformes des groupes de Lie semi-simple de rang supérieur et invariants de quasiisométrie (Retículos no uniformes de grupos de Lie semisimples de rango superior e invariantes de cuasiisometría), bajo la dirección de Pierre Pansu. Tras ello se unió como profesora a la Universidad de Lille I, donde obtuvo su habilitación en 2004.
En 2009 obtuvo una cátedra de matemáticas en el Instituto Matemático de la Universidad de Oxford.
Ha ocupado puestos como profesora visitante en el Instituto Max Planck de Matemáticas en Bonn, en el Institut des Hautes Études Scientifiques en Bures-sur-Yvette, en el Mathematical Sciences Research Institute en Berkeley y en el Instituto Isaac Newton de la Universidad de Cambridge, este último con una beca Simons.

## Premios y reconocimientos
En 2009 Druțu ganó el Premio Whitehead de la London Mathematical Society por su trabajo en teoría geométrica de grupos.
En 2017 fue receptora de una beca Simons para realizar una estancia como profesora visitante.